# 博登迈斯
博登迈斯是德国巴伐利亚州的一个市镇。总面积45.26平方公里，总人口3322人，其中男性1633人，女性1689人（2011年12月31日），人口密度73人/平方公里。